# Mörkt kungsljus
Mörkt kungsljus (Verbascum nigrum) är en växtart i familjen flenörtsväxter. Den når en höjd av 50–150 cm.
Den förekommer naturligt från Europa till Sibirien och Altaj. Arten är relativt vanlig i södra och mellersta Sverige, medan den är sällsynt i norr och saknas helt i fjälltrakterna. Den växer på torr, öppen mark, till exempel backar och vägkanter. Mörkt kungsljus odlas ibland som trädgårdsväxt.

## Underarter
På Balkan, samt i västra och centrala Rumänien förekommer underarten subsp. abietinum.

## Synonymer
Subsp. nigrum
- Lychnitis nigra (L.) Fourr.
- Thapsus niger (L.) Raf.
- Verbascum alopecurus Thuill.
- Verbascum alpinum Turra
- Verbascum cordifolium Stokes
- Verbascum hinkei Friv.
- Verbascum hybridum Lej. 	Nom. Illeg.
- Verbascum nigrum subsp. alopecuros (Thuill.) Schübler & G.Martens
- Verbascum nitidum var. alopecuros Wirtg. 	Nom. Illeg.
- Verbascum nitidum var. cuspidatum Wirtg.
- Verbascum nitidum var. parisiense Wirtg.
- Verbascum nitidum var. thyrsoideum (Host) Rouy
- Verbascum orchideum Host
- Verbascum parisiense Thuill.
- Verbascum pseudonigrum Bogenh.
- Verbascum thyrsoideum Host
- Verbascum wierzbickii Heuff.

Subsp. abietinum (Borbás) I. K. Ferguson
- Verbascum abietinum Borbás
- Verbascum bornmuelleri Velen.

## Bygdemål
| Namn      | Trakt               | Referens |
| --------- | ------------------- | -------- |
|           |                     |          |
| Kattrompa | Skåne Svenskfinland | [ 3 ]    |